# Заслуженный строитель Республики Беларусь
«Заслуженный строитель Республики Беларусь» (бел. Заслужаны будаўнік Рэспублікі Беларусь) — почётное звание в Республике Беларусь. Присваивается по распоряжению Президента Республики Беларусь работникам строительства за профессиональные заслуги.

## Порядок присваивания

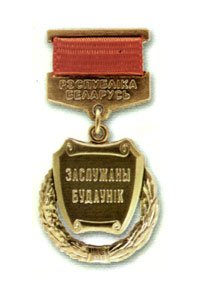
Изображение награды до 2020 года

Присваиванием почётных званий Республики Беларусь занимается Президент Республики Беларусь, решение о присвоении оформляется его указами. Государственные награды (в том числе почётные звания) вручает лично Президент либо его представители. Присваивание почётных званий Республики Беларусь производится на торжественной церемонии, государственная награда вручается лично награждённому, а в случае присваивания почётного звания выдаётся и свидетельство. Лицам, удостоенным почётных званий Республики Беларусь, вручают нагрудный знак.

## Требования
Почётное звание «Заслуженный строитель Республики Беларусь» присваивается высокопрофессиональным строителям и работникам строительной индустрии, трудящимся в строительных, научно-исследовательских, проектных, проектно-изыскательских, монтажных и других организациях не менее 15 лет, за заслуги в производственной деятельности, разработке и внедрении прогрессивных проектов и технологий, передового опыта организации, механизации и автоматизации труда, а также достижение высокой эффективности производства и качества строительно-монтажных работ.